# Conseller general
|  | Aquest article tracta sobre el càrrec polític de França. Vegeu-ne altres significats a «Conseller (Andorra)». |

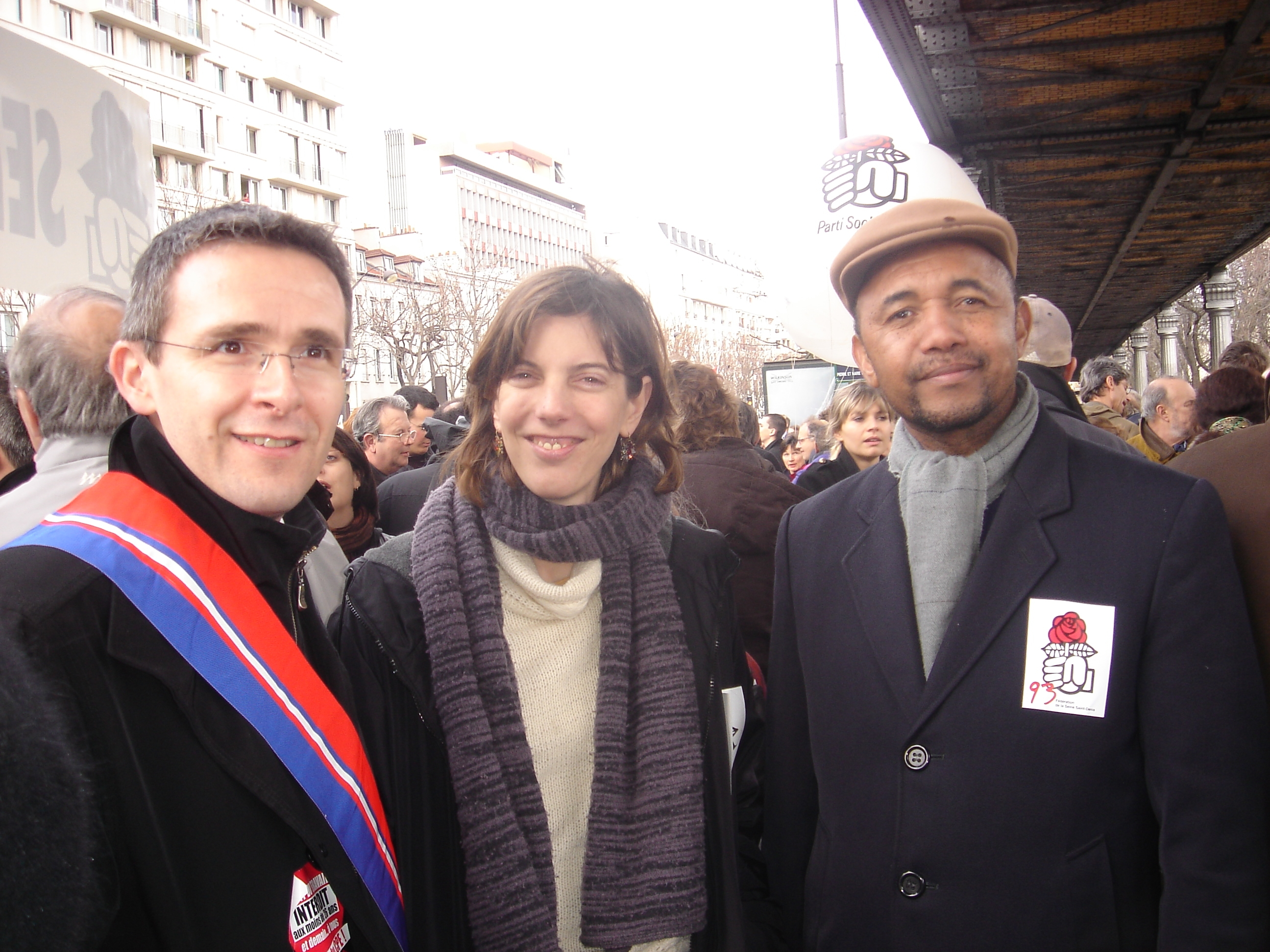
Consller general que porta la banda tricolor durant una manifestació.

Un conseller general (en francès conseiller général) és un càrrec polític francès, elegit per sufragi universal directe per tots els electors d'un cantó en el marc d'un escrutini uninominal majoritari a dues voltes.
El conjunt dels consellers generals elegits en un departament francès forma el Consell General, òrgan d'administració d'un departament, el poder executiu del qual recau al president del consell general assistit de la comissió permanent del consell.
A cada departament, els consellers generals són renovats per meitats cada tres anys, un dels renovaments ha de coincidir amb les eleccions municipals, mentre que l'altra sèrie ha de coincidir amb les eleccions regionals.
El conseller general és elegit per sis anys però, en el cas que s'incorpori més tard sigui a causa d'una dimissió, una mort o unes eleccions cantonals parcials, el mandat del nou elegit dura fins al final del mandat del seu predecessor, d'aquesta manera no es pot tocar el calendari electoral d'un cantó. Des del 2008, els consellers generals són elegits amb un suplent del sexe contrari, cosa que vol evitar les eleccions parcials. Clara Dewaele, consellera general del cantó de Morteaux-Couliboeuf (Calvados) ha estat la primera suplent a ocupar la plaça de consellera general que va deixar vacant Gilles Bennhard el 18 de juliol de 2008 a causa de la seva mort. També ha esdevingut la consellera general més jove de França amb 21 anys.
El paper d'un conseller general és gestionar el conjunt d'un departament, però a la pràctica ha esdevingut un enllaç entre l'administració del departament amb els electors del seu cantó, una mica com fan els diputats nacionals que gestionen la seva circumscripció.